# Mourat Kasimkhanov
Mourat Kasimkhanov – kazachski zapaśnik walczący w stylu klasycznym. Zajął 25. miejsce na mistrzostwach świata w 1994. Brązowy medalista igrzysk centralnej Azji w 1995 roku.